# شقبا
شقبا هي قرية فلسطينية تقع إلى الشرق من مدينة الرملة وإلى الغرب من مدينة رام الله كانت تتبع ادارياً إلى مدينة الرملة قبل النكبة وأصبحت الآن ضمن قضاء مدينة رام الله بعد أن خسرت مساحات كبيرة من اراضيها بعد النكبة. تقع هذه القرية الجبلية في نهاية الساحل الفلسطيني على ارتفاع ما يقارب 210 متر فوق سطح البحر.

## التسمية
شُقْبَا، بضم أوله وسكون ثانيه وفتح ثالثه. يقول أهل القرية عن مغارة شقبا كانت تسمى بمغارة شقحا وحرفت كلمة شقحا الآرامية مع مرور الزمن إلى شقبا بمعنى المنظر الحسن. وكانت تسمى منذ القدم (شقفة) نسبة إلى ملكة كانت تسكنها، حيث كانت هذه القرية عبارة عن كهوف بسيطة للعيش فيها.

## التاريخ
تعد هذه القرية من أقدم القرى في العالم بعد مدينة أريحا، حيث كانت موطن الحضارة النطوفية التي مضى عليها مايزيد عن 12000 عام كما دلت عليه الدراسات والبحوث الاثرية خاصة ما قامت به العالمة الإنجليزية (دوروثي) من حفريات اثرية في منطقة مغارة شقبا الشهيرة حيث تم العثور على العديد من الادوات التي تعود إلى العصر الحجري المتقدم شملت ادوات منزلية وزراعية تعود لذلك العصر.

## الجغرافيا

### الموقع والمساحة
تبلغ مساحة قرية شقبا الكلية (13850 دونما، ومساحة المنطقة المبنية فيها 374) دونما. كانت مساحة أراضي قرية شقبا قديما تبلغ (15013) دونما، منها أربعة للوديان والطرق، ومساحة المنطقة المبنية تبلغ (16) دونما، ويحيط بهذه الأراضي، أراضي قرى دير أبو مشعل وعابود ورنتيس وقبية وشبتين ونعلين، ويزرع في هذه الأراضي الحبوب والبقول وبعض الخضار وأكثر أشجارها الزيتون والتين.
يحدها من الغرب قرية قبيا وقسم كبير من قرية رنتيس، ويحدها من الشرق قرى دير أبو مشعل وجمالا، وتحد قرية شقبا من الجنوب أراضي قرية شبتين ونعلين، وتحد القرية من جهة الشمال أراضي قرية عابود واللبن.

### المناخ والأمطار
مناخها دافئ معتدل شتاءا، جاف حار صيفا، وتبلغ متوسط درجة حرارتها 20 درجة في المتوسط العام، وأمطارها غزيرة شتاءا، وتبلغ نسبة التهطال 600/700ملم سنويا، حيث تتدفق المياه باتجاه مناطق الانحدار لتجري في شلالات تنحدر إلى وادي الناطوف جنوبا، ووادي التين شمالا، ووادي الزيتون غربا.
وتهب عليها رياح غربية ماطرة شتاءا، كما تهب عليها رياح شمالية باردة في فصل الشتاء، وأيضا رياح جنوبية غربية في فصل الشتاء تجلب معها الأمطار، ورياح شرقية شديدة وهي رياح جافة وباردة في فصل الخريف، وكذلك تهب عليها رياح محلية المعروفة بالخماسين التي تهب عليها في فصل الربيع وتجلب معها الغبار والأتربة وتكون رياح جافه.

## السكان
بلغ عدد سكان قرية شقبا في احصائية 2017 حوالي 5800 نسمة موزعة بالتساوي بين الذكور والإناث ويقدرعدد السكان المهاجرين إلى المناطق الفلسطينية الأخرى وخارج فلسطين ب اكثر من 4000 نسمة .

## التعليم
يوجد في القرية مدرستان ثانويتان للذكور والإناث ومدرسة ثالثة مختلطة للمرحلة الأساسية يدرس فيها ما يزيد عن 1200 طالب وطالبة وبجانب هذه المدارس الحكومية توجد مدرسة خاصة يدرس فيها قرابة 100 طالب للمرحلة الاساسية.
يتخرج سناوياَ ما يزيد عن 70 طالب في الفرعين العلمي والأدبي.
يتوافر في هذه المدارس كافة التجهيزات مثل المختبرات والمكتبة والمرافق العامة وكل ما يساعد الطالب في خلق بيئة تربوية مناسبة بالأضافة إلى كادر تربوي مميز.
اما عن قطاع الصحة فهناك عيادة صحية حكومية تقدم خدمات للأمومة والطفولة والتطعيم خدمة الصيدلة والمختبر والطب العام بصورة غير يومية بالإضافة إلى عدد من العيادات الخاصة لاطباء عاميّن ومتخصصين وعيادات طب الأسنان والعلاج الطبيعي، ولكن تفتقر القرية إلى مركز طوارئ وعيادة على مدار الساعة وسيارة إسعاف لنقل الحالات الطارئة.

## الآثار
تحتوي القرية على عدة أماكن أثريه منها:
- البلد القديمة
- البد (وهو مكان لدرس الزيتون)
- العديد من الخرب:
- خربة حنون
- خربة سعد الدين
- خربة عيسى
- خربة أبو غزالة

### مغارة شقبا
(كهف شقبا) من المعالم التاريخية التي تعود إلى المرحلة الثانية من العصر الحجري الشاهد على عظمة حضارة النطوفيين، التي كانت اولى الحضارات عبر التاريخ. تحتوي المغارة على العديد من الغرف والبارز منها ثلاث غرف كانت تستعمل لأغراض الشعب الناطوفي وتحتوي هذه الغرف علر رفوف حجرية ربما كانت تستعمل لوضع الأشياء عليها كما تحتوي على مدخنة تعرف باسم الروزنة.
لقد تم التعرف خلال التنقيبات الاثرية التي جرت في فلسطين منذ نهايات القرن التاسع عشر على مخلفات انسانية تعود بتاريخها إلى اقدم العصور الحجرية. في وادي الناطوف القريب من قرية شقبا غربي رام الله، عثر المنقبون عثر المنقبون على مخلفات يعود بعضها للمرحلة الثانية من العصر الحجري القديم وأحدثها يعود إلى العصر الحجري الأوسط أو الحضارة الناطوفية نسبة إلى هذا الوادي.
تاريخها
اكتشفت الحضارة الناطوفية لأول مرة عام 1928 م على يد المنقبة الأثرية دوروثي غارود في كهف شقبا، اذ تعتبر الخطوة الأولى للانسان على طريق بناء أول المجمعات الزراعية في التاريخ.
استمر الععصر الوسيط نحو ستة آلاف عام، وسكن فيه الناس في الكهوف والمغاور وتمكنوا خلاله من زيادة عدد ادواتهم الحجرية وتصغير حجمها وتحسين صنعها.
وتعتبر الحضارة الناطوفية الحضارة الأولى على طريق تقدم الإنسان وارتقائه، فمن خلالها وصلت التحولات الاقتصادية والاجتماعية في فلسطين قمتها، فبعد ان بلغ النطوفيون درجة عالية من التقدم وضع الأساس المادي والفكري المباشر للانعطاف الجذري والأهم في تاريخ البشرية.
الا ان أهم ما امتازت به هذه الحضارة هو انتقالها بالإنسان من الصيد وجمع الطعام إلى مرحلة الزراعة وتدجين الحيوان وبذلك تحول من الاقتصاد الاستهلاكي إلى الاقتصاد الإنتاجي، وكان القمح والشعير أول ما زرع الإنسان.
تتمثل حضارة سكان فلسطين في هذا العصر بالأدوات الحجرية المصقولة وبالصحون الحجرية والهواوين والمناجل الصوانية المثبتة على قبضة خشبية، والتي يظن انها كانت تستعمل لحصاد القمح حيث عثر المنقبون على الكثير من هذه الأدوات في مغارة شقبا. ويستدل من هذه الأدوات على ان سكان فلسطين هم أول مكن مارس الزراعة في العالم.
اذ عهد الناس في هذا العصر بالمهنة الجديدة إلى نسائهم وأولادهم بينما انصرف الرجال إلى مهنة الصيد والرعي والغزو. زرع السكان القمح والشعير والدخن وهو نوع من الذرة ثم زرعوا العنب والتين والزيتون وانواعاً من الخضروات.
ويؤكد علماء التاريخ ان تميز النطوفيين عن غيرهم يكمن في سرعتهم في إنتاج غذائهم، ثم في الانتقال إلى حالة الاستقرار وتأسيس مستوطنات دائمة في مرحلة مبكرة من الحضارة الإنسانية وأصبح من المؤكد الآن ان الجماعات البشرية النطوفية تميزت منذ البداية بحركة نزوح من المغاور والكهوف إلى المواقع المكشوفة في ارجاء الشرق الأدنى جميعها، وحدث ذلك بالتدريج اذ بدؤوا بناء منازل بسيطة يسهل بناؤها كما يسهل هدمها على المصاطب القريبة من الكهوف وكانت على العموم مستديرة الشكل، اسفلها محفور في الأرض وجدرانها وسقفها من جذوع الأشجار المغطاة بالأغصان والجلود.

## الرياضة
شقبا من القرى التي تهتم بالرياضة، اهتم الشقباويين بالرياضة وخاصة كرة القدم. تأسس فريق كرة القدم عام 1994م، يدعى فريق كرة القدم الذي يمثل الشقباوية (المارد الأزرق).

## الاقتصاد
تشتهر القرية بكثرة رجال الأعمال وأصحاب الملايين وأصحاب المشارييع الخاصة حيث تضم مايزيد عن 30 شركة إنشاءات ومقاولات ومتخصصة في بناء الأبراج السكنية في مدينة رام الله، كما تضم القرية العديد من المصالح الخاصة مثل: مصانع السلطات ومصانع المعجنات والمخابز ومعمل للباطون الجاهز ومشارييع الحلويات المنزلية وبعض المشارييع الزراعية الناجحة ويجري حالياَ الإعداد لإنشاء مركز تجاري بمواصفات عالية الجودة إضافة إلى العديد من مشاغل الحدادة والنجارة واشغال الالمنيوم والمطابع وصالات الأفراح وغيرها.
يعمل معظم السكان حالياَ في وظائف واعمال غير الزراعة وخاصة العمل في الأراضي المحتلة عام 1948، حيث هناك ما يزيد عن 400 عامل يتوجهون إلى اعمالهم صباحاً خاصة في مجال البناء والمنشاءات، ويعمل البقية في الوظائف الحكومية والاعمال الحرة خاصة قطاع الانشاءات في مدينة رام الله، وبقي قسم قليل يعتمد على الزراعة المحلية.